# Радзиці-Малі
Радзиці-Малі (пол. Radzice Małe) — село в Польщі, у гміні Джевиця Опочинського повіту Лодзинського воєводства.
Населення — 494 особи (2011).
У 1975-1998 роках село належало до Радомського воєводства.

## Демографія
Демографічна структура станом на 31 березня 2011 року:
|          | Загалом | Допрацездатний вік | Працездатний вік | Постпрацездатний вік |
| -------- | ------- | ------------------ | ---------------- | -------------------- |
| Чоловіки | 240     | 45                 | 167              | 28                   |
| Жінки    | 254     | 56                 | 137              | 61                   |
| Разом    | 494     | 101                | 304              | 89                   |